# Pino (Ergo Proxy)
(Pino)
Pino (ピノ?) o Pino Creed (ピノ・クリード?, Pino Kurīdo) è un personaggio dell'anime Ergo Proxy, diretto da Shukō Murase e sceneggiato da Dai Satō. È doppiata in giapponese da Akiko Yajima, ed in italiano da Ludovica Bebi.
AutoReiv da compagnia infettato dal virus Cogito e perciò dotato di un'anima, per evitare la cattura da parte delle autorità di Romdo, la piccola Pino fugge dalla città cupola imbattendosi in Vincent Law, di cui diventa l'inseparabile compagna di viaggio.

## Caratteristiche

### Personalità
(Dialogo tra Re-l e Pino)
In seguito dell'infezione da parte del Cogito, la precedentemente quasi apatica AutoReiv sviluppa la personalità di una normale energica, esuberante, smodatamente curiosa e talvolta capricciosa bambina umana. Il suo carattere tenero ed infantile le consente di ottenere facilmente la simpatia di diversi altri personaggi, sia umani che AutoReiv, che puntualmente rimangono increduli si tratti di un'androide e non di una bambina vera.
Dotata di un software di localizzazione incorporato, la si sente spesso ripetere a memoria le coordinate di distanza da Romdo o altri luoghi geografici durante il viaggio compiuto, caratteristica che risalta come una delle sue principali. Altra sua abitudine è il copiare le gesture o le parole dagli altri, in particolare scimmiotta spesso gli atteggiamenti di Re-l.
Fin dal suo primo incontro con Vincent, che chiama affettuosamente "Vince", ne diviene immediatamente grande amica e lo segue con fiducia pur comprendendo prima di qualsiasi altro personaggio che egli è Ergo Proxy; mentre con Re-l ha un rapporto più complesso dovuto al carattere distaccato della ragazza, alla sua scarsa tolleranza nei confronti degli atteggiamenti infantili della piccola AutoReiv e della diffidenza che nutre verso il virus Cogito ma, con il tempo, Pino inizia a vederla come un'amica preziosa al pari di Vincent e, d'altro canto, anche la fredda ispettrice apre il suo cuore sempre di più nei confronti della piccola, arrivando a mostrare verso di lei una tenera ed affettuosa premura che riserva solo a pochi altri.
Ha una grande passione per la musica, in particolare la si vede suonare spesso il pianoforte e la melodica.
Seppur progettata ambidestra, imitando Vincent ha imparato a usare in prevalenza la mano sinistra.

### Aspetto
Pino è alta 3' 2" ft (pari a 97 cm) e pesa 20 Kg. Ha gli occhi verde scuro ed i capelli castani, che a seguito dell'infezione del Cogito diventano inspiegabilmente blu. D'aspetto è perfettamente identica ad una esile bambina di 5-6 anni ed il suo corpo è interamente rivestito di pelle sintetica, salvo che per braccia, spalle, collo, nuca ed una sorta di cerniera sulla schiena.
Solitamente indossa un pigiama rosa da coniglio con tanto di cappuccio e orecchie finte, ma dall'episodio Visione futura, l'Ade futuro / futu-risk incomincia ad alternarlo ad una salopette verde, ed a portare sempre al collo una melodica arancione.
Il personaggio, per carattere e costume da animale, è un chiaro riferimento ad Arale Norimaki di Dr. Slump & Arale.

## Biografia del personaggio

### Antefatti
Costruita a Romdo, Pino è un AutoReiv modello da compagnia di funzione domestico acquistato da Raul Creed e sua moglie Samantha come figlia surrogata in quanto i cittadini romdoniani sono incapaci di procreare in modo naturale ed il governo concede dei figli solo a seguito di richiesta ufficiale ed un lungo periodo d'attesa.
Sebbene rappresentasse il desiderio della coppia di avere dei bambini, essi la hanno sempre trattata in maniera più simile ad una cameriera.

### Nella serie
(Pino nella sua ultima lettera a Raul)
Nel 303 Al, dopo che la loro richiesta di avere un figlio è stata accettata, Samantha cerca di ottenerne la sostituzione di Pino denunciando una falsa infezione di Cogito ma il caso vuole che a fare la manutenzione sia Vincent Law, il quale capisce alla prima occhiata non ci sia nulla di anomalo nell'AutoReiv e che si tratti di un mero tentativo di ottenerne la sostituzione, dunque, in linea col regolamento, non procede al ritiro.
Il giorno successivo, Samantha, accompagnata da Pino, porta il figlio neonato in un centro commerciale dove dà appuntamento a Raul; il luogo diviene però il palco dell'inseguimento di Law ad opera di Monad Proxy che, seguendo il moscovita a velocità supersonica uccide la donna tagliandole la trachea e provocando la caduta del passeggino del neonato per le scale mobili, infine, la sua presenza fa contrarre davvero il Cogito a Pino. Il tutto sotto gli occhi sconvolti di Raul.
Costretta a fuggire dalla divisione di controllo AutoReiv del Dipartimento di Intelligence, si imbatte in Vincent, nel frattempo accusato di omicidio e dunque in fuga dal Dipartimento di Sicurezza. La sperduta piccola AutoReiv, non sapendo dove andare, lo segue e scappa con lui al di fuori dalla città cupola di Romdo.
Una volta fuori dalla cupola, Pino si ferma per un certo periodo alla Comune, una cittadella formata da persone cacciate da Romdo e fa amicizia con un bambino di nome Timothy ma, dopo che Raul manda degli AutoReiv da ricognizione il bambino muore, la situazione precipita e Pino, assieme a Vincent e pochi altri abitanti sopravvissuti all'attacco fugge a bordo di una nave chiamata Centzon Totochtin. I reietti romdoniani tuttavia muoiono da lì a breve a causa delle condizioni di viaggio e rimangono in vita solo lei e Vincent.
A conoscenza della duplice identità di proxy probabilmente già da dopo la loro fuga, Pino non ha mai avuto paura di lui e, anzi lo considera quale un amico prezioso; le distanze tra i due si accorciano pressoché immediatamente e, non appena egli decide di far tappa per Mosk in cerca di risposte essa lo segue senza esitazioni.
Qualche tempo dopo la loro partenza, lei e Vincent sono raggiunti da Re-l Mayer, che si unisce a loro per il resto del viaggio. Tra tensioni, battibecchi, sorprese ed avventure varie il trio finisce col cementificare un profondo rapporto d'affetto reciproco. Arrivati alla loro meta tuttavia, essi la trovano ridotta in macerie dal missile nucleare Rapture lanciatovi da Creed e, trovandovi solo un confuso messaggio simile a quello che Re-l aveva trovato sullo specchio del suo bagno la notte del suo primo incontro con Vincent nei panni di proxy, decidono di tornare a Romdo e far luce sulla faccenda una volta per tutte.
Giunti alla città cupola però, Vincent si trasforma in Ergo Proxy e si isola come se addolorato, dunque Re-l lanciatasi alla sua ricerca, lascia la piccola AutoReiv sul Centzon Totochtin raccomandandole di non lasciarlo per nessun motivo, promessa che Pino infrange dopo cirda tre giorni entrando a sua volta in città e recandosi alla magione dei Creed nella speranza di trovarvi Raul, che, nonostante tutto, considera a tutti gli effetti un padre. Trovata la casa vuota, dopo aver aspettato per un po' il ritorno dell'uomo gli lascia una lettera fissando un appuntamento al centro commerciale qualora la leggesse ma, sebbene l'uomo la trovi e ne rimanga commosso, recandosi sul luogo finisce per urtare casualmente un AutoReiv e cadere trafitto su una vetrina.
A seguito di una lunga attesa al centro commerciale, Pino fa infine ritorno in direzione del Coniglio e, lungo la strada, osserva gli altri AutoReiv affetti dal Cogito che, per natura devono opporsi al proxy. Comprendendo di voler aiutare Vincent nonostante l'essere infetta dal virus, Pino si chiede cosa abbia che non va e, a spiegarglielo, sopraggiunge Kristeva, l'entourage di Raul che, a seguito della sua morte, ha rivolto, per volere dello stesso, il suo ruolo d'assistenza a Pino, che ha infine accettato come sua legittima figlia. Dalla spiegazione di Kristeva emerge come, sebbene la coscienza di Pino sia nata dal Cogito, essa abbia ormai sviluppato a tutti gli effetti il libero arbitrio. Le due AutoReiv fuggono dunque dalla città cupola e, recuperata Re-l sul Centzon Totochtin, si recano incontro a Vincent, intanto uscito vittorioso dallo scontro con Proxy One, per istituire una resistenza ed iniziare insieme la vera battaglia per il possesso della Terra.

## Poteri e abilità
(Pino)
Come ogni AutoReiv, Pino è dotata di una grande resistenza agli urti e ai cambiamenti climatici per via del suo corpo meccanico e la sua percezione sensoriale è di gran lunga superiore a quella umana; inoltre per vivere ha bisogno unicamente di ricaricarsi con una periodicità imprecisata, andando in una sorta di standby simile ad una trance.
Sarcasticamente definita da Re-l come "poco più di un giocattolo", Pino non è dotata di alcuna particolare funzione che altri modelli, anche più rudimentali, invece posseggono. Sola eccezione è il software di localizzazione che le consente di sapere sempre l'esatta distanza di qualsiasi cosa o luogo rispetto a lei.
Oltretutto possiede una memoria eidetica tale per cui è in grado di assimilare un quantitativo di informazioni pressoché illimitato anche guardando solo pochi istanti, e di riprodurre perfettamente un'immagine su carta con una semplicità disarmante.
Pino è, infine, il solo personaggio ad essersi sempre mostrato capace di vedere al di là degli inganni dei proxy.

## Nome
Il nome, ed il ruolo nelle vicende, di Pino, fanno riferimento sia al celebre personaggio di Collodi Pinocchio, che alla comprimaria di Black Jack Pinoko. Inoltre è un omaggio al pittore impressionista italiano Pino Daeni.